# Silkesslidskivling
Silkesslidskivling (Volvariella bombycina) är en svampart som först beskrevs av Jakob Christan Schaeffer, och fick sitt nu gällande namn av Rolf Singer 1951. Silkesslidskivling ingår i släktet Volvariella och familjen Pluteaceae.  Arten är reproducerande i Sverige. Inga underarter finns listade i Catalogue of Life.

## Källor

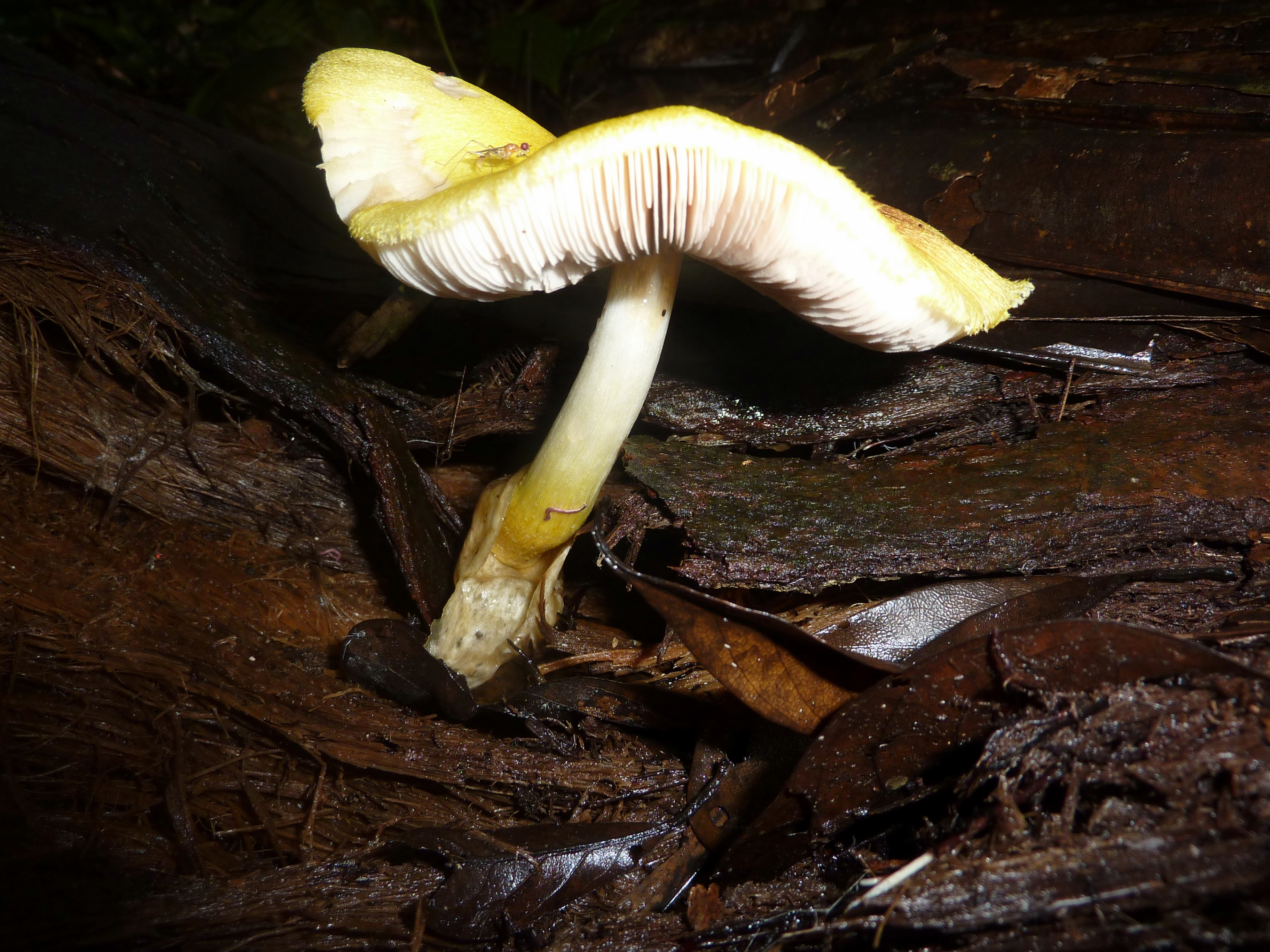